# ジャック・スティーヴンス
ジャック・スティーヴンス（Jack Stephens, 1994年1月27日 - ）は、イングランド・コーンウォール州・トーポイント出身のプロサッカー選手。プレミアリーグ・サウサンプトンFC所属。ポジションはディフェンダー。

## 経歴

### サウサンプトン
2011年4月、15万ポンドでサウサンプトンFCに移籍。3年契約を結んだ。2012年1月、FAカップ・コヴェントリー・シティFC戦で移籍後初出場。
2017年1月のエヴァートンFC戦でプレミアリーグデビュー。

### ボーンマス
2022年9月1日、AFCボーンマスにレンタル移籍。